# Dietrich Roessler
Dietrich Roessler (* 10. Februar 1926 in Wien; † 20. August 2001) war ein österreichischer Rechtsanwalt und Verfassungsrichter. Roessler war von 1968 bis 1996 Mitglied des österreichischen Verfassungsgerichtshofs.

## Leben
Dietrich Roessler wurde bereits vor Schulabschluss zum Kriegsdienst in der deutschen Wehrmacht einberufen und legte daher im Jahr 1944 die Kriegsmatura ab. Anschließend geriet er im Rahmen der Kampfhandlungen des Zweiten Weltkriegs in Kriegsgefangenschaft, aus der er im Herbst 1945 nach Österreich zurückkehren konnte. Unmittelbar im Anschluss an seine Rückkehr nahm Roessler an der Rechtswissenschaftlichen Fakultät der Universität Wien das Studium der Rechtswissenschaften auf, welches er im Jahr 1948 mit der Promotion zum Doktor der Rechte (Dr. iur.) abschließen konnte. Ebenfalls noch im Jahr 1948 absolvierte er das Gerichtsjahr.
1949 trat Dietrich Roessler als Rechtsanwaltsanwärter in eine Rechtsanwaltskanzlei ein. Nach Ablegen der Rechtsanwaltsprüfung wurde er 1955 in die Liste der Rechtsanwälte eingetragen und machte sich als auf Steuerrecht spezialisierter Rechtsanwalt in Wien selbständig. Er wurde in weiterer Folge Vorstandsmitglied der Wiener Juristischen Gesellschaft und des Österreichischen Juristentages.
Am 13. Juli 1967 wurde Dietrich Roessler von Bundespräsident Franz Jonas zum Ersatzmitglied des Verfassungsgerichtshofs bestellt. Noch im selben Jahr nominierte ihn jedoch der österreichische Bundesrat als Nachfolger von Franz Berger als (Voll-)Mitglied des VfGH, woraufhin er vom Bundespräsidenten am 29. Dezember 1967 mit Wirkung vom 1. Jänner 1968 zum Mitglied ernannt wurde. Dem Verfassungsgerichtshof gehörte Roessler in der Folge bis zum Jahr 1996, als er die Altersgrenze von 70 Jahren erreichte, an.